# Principe de sincérité budgétaire
Le principe de sincérité budgétaire interdit à l'État français de sous-estimer les charges ou de surestimer les ressources qu'il présente dans la loi de finances.
Contrairement aux autres principes budgétaires d'unité, de spécialité, d'annualité et d'universalité, le principe de sincérité n'a été formalisé qu'en 2001 avec la loi organique relative aux lois de finances (LOLF) en son article 32 :
« Les lois de finances présentent de façon sincère l'ensemble des ressources et des charges de l'État. Leur sincérité s'apprécie compte tenu des informations disponibles et des prévisions qui peuvent raisonnablement en découler. »
Ce principe avait déjà été posé par la jurisprudence du Conseil constitutionnel qui l'avait mentionné dès les années 1980 et qui le vérifiait depuis les années 1990. Il a commencé à être appliqué de façon systématique en 2002. Une décision du Conseil constitutionnel du 6 août 2009 a renforcé la rigueur de la sincérité des comptes.

## Contenu du principe
Le contrôle ainsi effectué sur la sincérité d'un projet de loi de finances est un contrôle de l'erreur manifeste d'appréciation. Le Conseil constitutionnel tente ainsi de vérifier si les appréciations qui avaient été faites dans le projet de loi de finances concernant les ressources et les charges ne comportaient pas d'erreur, compte tenu des informations dont disposaient les rédacteurs du projet à l'époque. Les prévisions ne pouvant jamais être parfaitement exactes, on veut établir ainsi une distinction entre l'erreur « normale » et celle qui relève à l'évidence d'une certaine mauvaise foi dans la présentation du budget. Le Conseil peut se limiter à demander au législateur une régularisation ultérieure par le biais d'une loi de finances rectificative.
Les prévisions doivent aussi être cohérentes : l'État ne doit pas utiliser des projections macro-économiques divergentes pour fonder par exemple la loi de finances et la loi de financement de la sécurité sociale de la même année.
Le Conseil constitutionnel insiste sur les vices de forme conduisant à l'insincérité du projet de loi de finances plus que sur des erreurs de fond dans les chiffres et prévisions avancées. L'une des raisons est qu'il ne peut guère, étant donné la complexité des questions financières et le peu de temps dont il dispose pour vérifier la constitutionnalité de la loi dans les derniers jours de décembre, procéder à un contrôle détaillé sur le fond.
La Cour des comptes, qui dispose de plus de temps, contrôle le principe de sincérité sur le fond a posteriori. Son rôle devrait être accru avec les dispositions de la LOLF, qui lui confie la « certification de la régularité, de la sincérité et de la fidélité des comptes de l'État », dans le cadre de la loi de règlement.

## Sincérité des comptes de l'État
Le principe de sincérité concerne également la comptabilité nationale : il impose l'exactitude de ces comptes de l'État, ce qui peut être vérifié avec plus de précision que le principe de sincérité budgétaire. Les comptes de l'État doivent être réguliers, sincères et donner une image fidèle de son patrimoine et de sa situation financière. Le respect de ce principe relève d'une obligation de résultat. On ne tolère aucune erreur, le contrôle par la cour de comptes ne concerne plus une erreur manifeste mais l'erreur simple. Ce respect de la sincérité apparaît lors de la loi de règlement.
Il s'applique enfin aux collectivités territoriales
.